# Drugi pokój toruński

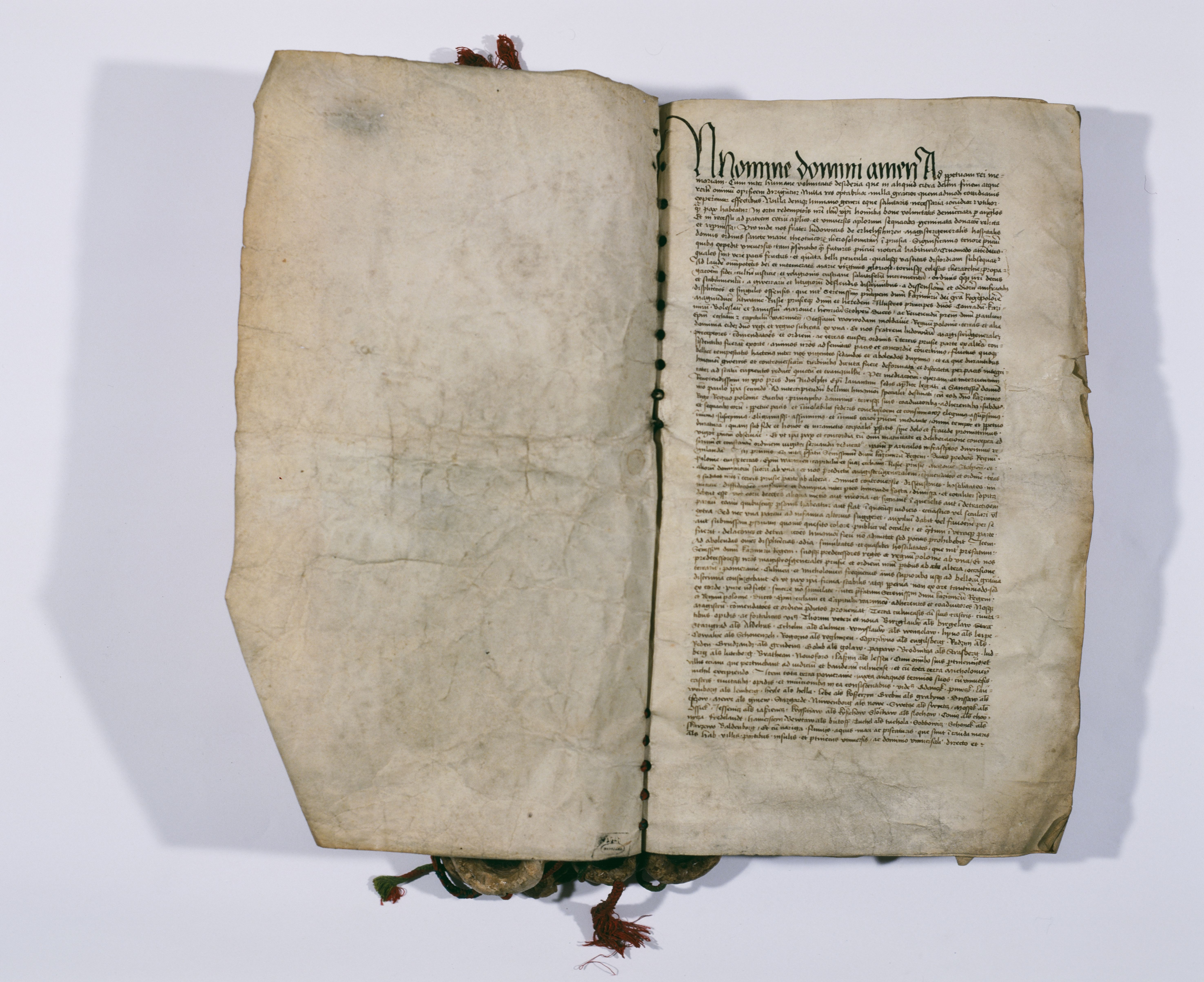
Akt Pokoju toruńskiego z 1466 roku

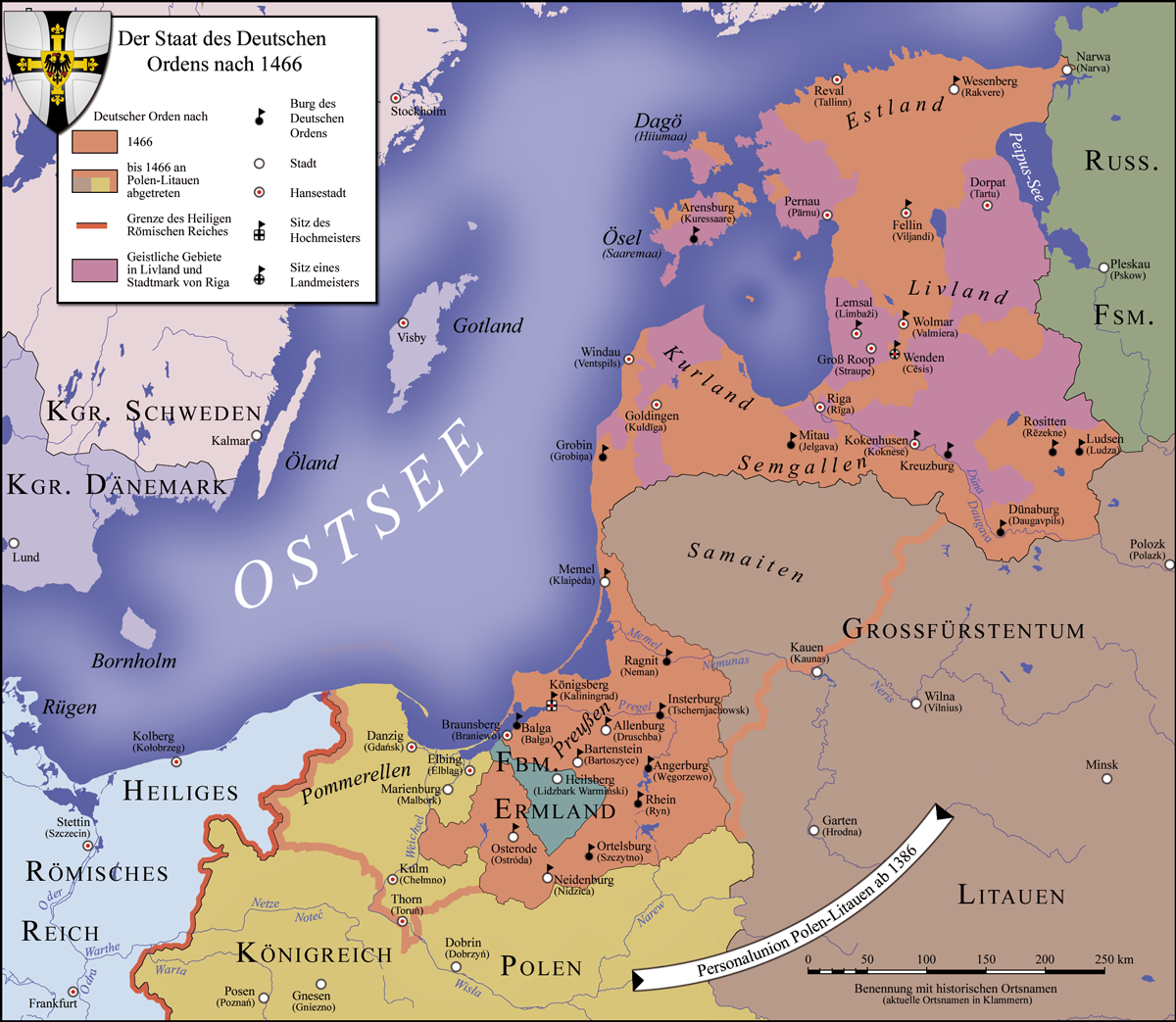
Państwo zakonu krzyżackiego w Prusach (lenno Polski) i (suwerenne) państwo zakonu krzyżackiego w Inflantach (zobacz także Konfederacja Inflancka) po roku 1466

Drugi pokój toruński – traktat zawarty w Toruniu 19 października 1466 roku pomiędzy Polską a zakonem krzyżackim, kończący wojnę trzynastoletnią, trwającą w latach 1454–1466.
Papiestwo, stojące po stronie Krzyżaków, nie zatwierdziło uchwał zawartego pokoju.

## Postanowienia II pokoju toruńskiego

### Ziemie inkorporowane (włączone/dołączone) do Królestwa Polskiego
- Królestwo Polskie odzyskało Pomorze Gdańskie z Gdańskiem (jako Prusy Królewskie), ziemię chełmińską i ziemię michałowską
- Polska uzyskała Warmię i Powiśle z Żuławami, a w ich obrębie miasta pruskie, m.in. Malbork i Elbląg

### Zobowiązaniawielkiego mistrza krzyżackiego
- każdy nowo obrany mistrz miał w ciągu 6 miesięcy złożyć królowi polskiemu hołd lenny[2]
- wielki mistrz stawał się senatorem królewskim, zobowiązanym do uczestnictwa w radzie królewskiej na wezwanie władcy polskiego, włącznie z prawem udziału w elekcji nowego władcy
- wielki mistrz miał obowiązek udzielenia pomocy zbrojnej Polsce (obowiązek ten odroczono na okres 20 lat) i był ograniczony w sprawach polityki zagranicznej na rzecz króla polskiego

### Inne
- traktat zabraniał Krzyżakom zabiegania o zwolnienie z przysięgi wierności, składanej królowi polskiemu i korzystania z ewentualnie udzielonego zwolnienia (dotyczyło to czynników wyższych i postronnych np. papieskich)
- skład Zakonu, do połowy stanu miał być werbowany spośród poddanych Królestwa Polskiego, czyli Korony i królewskiej części Prus
- traktat zapewniał amnestię dla poddanych króla polskiego i Zakonu
- traktat zapewniał swobodę kontaktów handlowych na terenach całych Prus
- dokonano sekularyzacji biskupstwa chełmińskiego, poddając je zwierzchnictwu arcybiskupa gnieźnieńskiego
- biskupstwo pomezańskie nie uległo sekularyzacji, ale zostało również oddane pod zwierzchnictwo – tym razem tylko dożywotnio – biskupa Wincentego Kiełbasy
- traktat miał być potwierdzony przez papiestwo, które formalnie utrzymywało zwierzchnictwo nad Prusami

Ziemie lenne Królestwa Polskiego zorganizowano w Prusach Zakonnych, ze stolicą w Królewcu.
Traktat, przez przywrócenie dostępu do morza i tym samym umożliwienie eksportu zboża i innych towarów na zachód Europy, na około dwieście lat określił kierunek politycznego, ekonomicznego i społecznego rozwoju Rzeczypospolitej.